# Sanford Meisner
Sanford Meisner (31. srpna 1905, New York – 2. února 1997, Sherman Oaks, Los Angeles) znám jako Sandy, byl americký herec a učitel herectví, který na základě systému Konstantina Stanislavského formuloval metody herectví, známé jako Meisnerova technika.

## Mládí
Sanford Meisner se narodil jako nejstarší ze čtyř dětí. Jeho rodiče byli židovští imigranti, kteří utekli z Maďarska do USA.